# Гурі (електростанція)

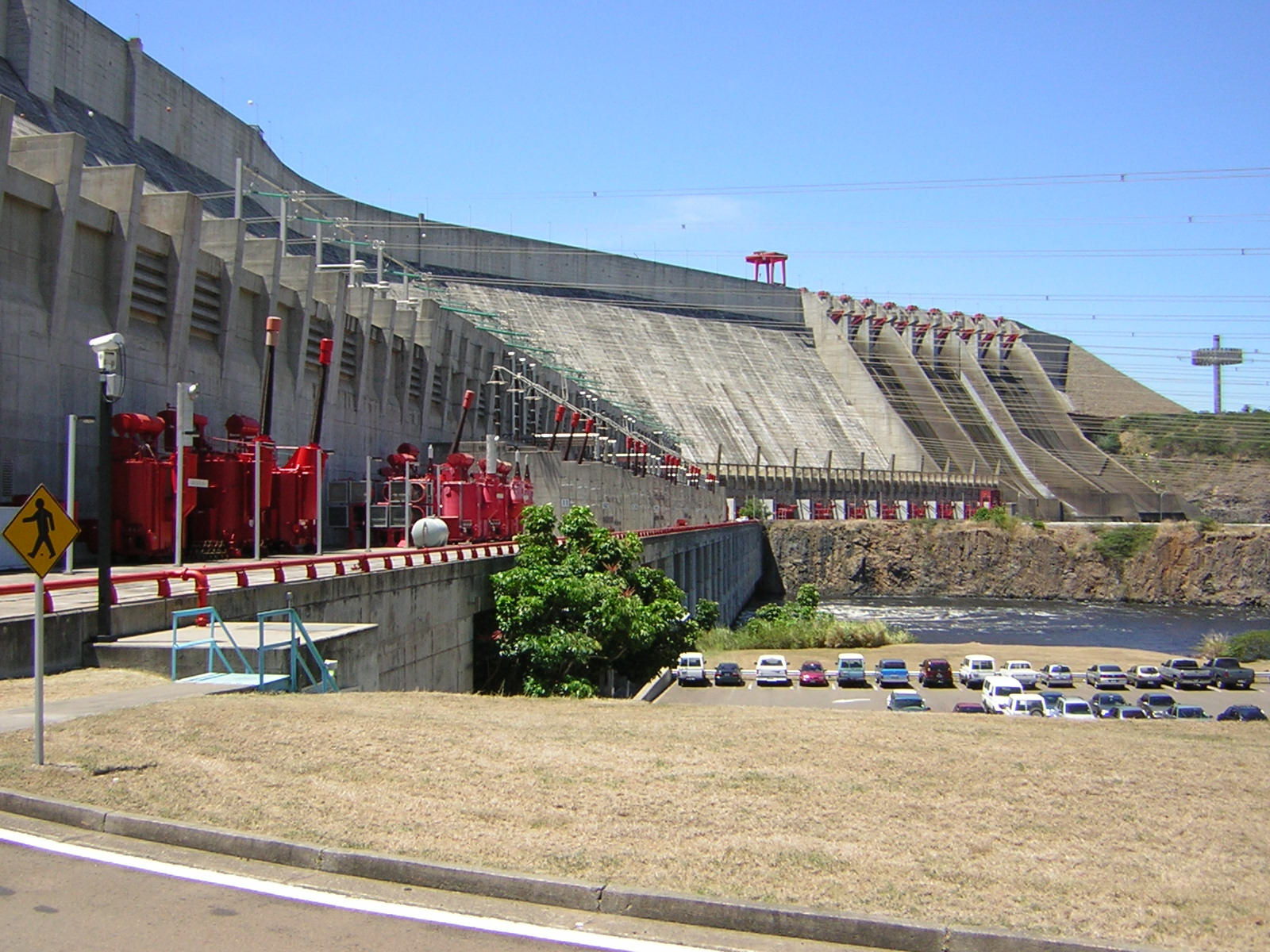
Панорамний вигляд на дамбу станції

Гу́рі (ісп. Central Hidroeléctrica Simón Bolívar або Represa de Guri) — велика ГЕС в Венесуелі в департаменті Болівар на річці Кароні за 100 км до впадіння в Оріноко, побудований з 1963 по 1969.
Офіційна назва — гідроелектростанція імені Симона Болівара (у 1978—2000 роках — імені Рауля Леоні (Central Hidroeléctrica Raúl Leoni)).
Гідроелектростанція колись була найбільшою у світі за встановленою потужністю, замінивши ГЕС Гранд-Кулі, але її перевершили бразильська та парагвайська Ітайпу.

## Історія та дизайн

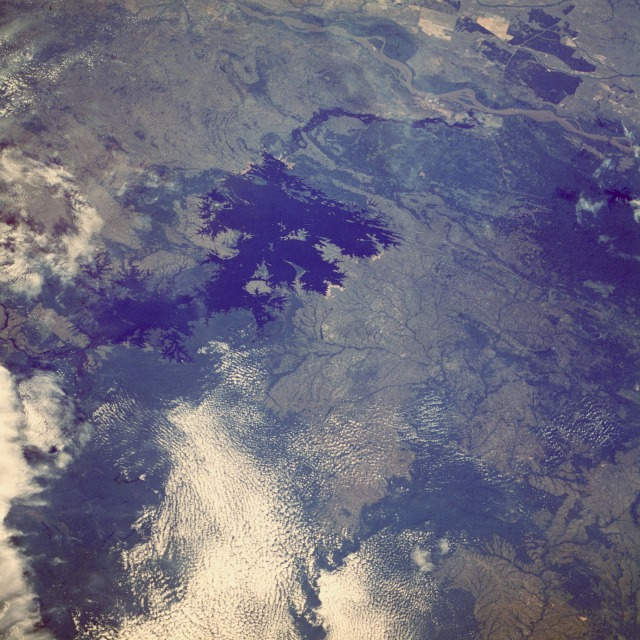
Супутниковий знімок водосховища

У 1961 було розпочато техніко-економічне обґрунтування, проведене Harza Engineering Company. Контракт на будівництво заводу отримав міжнародний консорціум із шести фірм, у тому числі чотирьох американських компаній, які беруть участь у Альянсі заради прогресу. У 1963 почалося будівництво гідроелектростанції Гурі в каньйоні Некуіма, приблизно за 100 кілометрів вище за течією від гирла річки Кароні в Оріноко. До 1969 була побудована дамба висотою 106 м і довжиною 690 м з офіційною назвою Central Hidroeléctrica Simón Bolívar (попередня назва Central Hidroeléctrica Raúl Leoni з 1978 по 2000). Це створило водосховище, яке є найбільшим прісноводним об’єктом у Венесуелі та одним із найбільших рукотворних чорноводних озер, які коли-небудь створювали, з рівнем води 215 метрів над рівнем моря. Електростанція мала сукупну встановлену потужність 1750 мегават (МВт). До 1978 потужність була підвищена до 2065 МВт, що виробляється десятьма турбінами.
Оскільки попит на електроенергію зростав дуже швидко, у 1976 розпочався другий етап будівництва: була побудована гравітаційна дамба довжиною 1300 м, ще один водозливний канал і друга електростанція з 10 турбінами по 725 МВт кожна. Це збільшило розміри дамби до 162 м у висоту і до 7426 м (за іншими даними 11409 м) в довжину гребеня. Рівень води піднявся до 272 м:12 а резервуар зріс у розмірі та об’ємі до 138 мільярдів кубічних метрів для зберігання та евакуації паводкової води. 
Будівля була урочисто відкрита 8 листопада 1986.

## Загальні відомості
Споруда ГЕС почалося в 1963 року, перша черга завершена в 1978, друга в 1986.
Склад споруд ГЕС:
- гребля загальною довжиною 1300 м і 162 м заввишки;
- два машинні зали з 10 гідроагрегатами в кожному;
- бетонний водоскид максимальною пропускною здатністю 25 500 м/с.

Потужність станції — 10 300 МВт.
У першому машинному залі встановлено 10 агрегатів потужністю по 400 МВт, у другому — 10 агрегатів потужністю по 630 МВт. Максимальна річний виробіток — 46 млрд кВт·год. Напірні споруди ГЕС (повна довжина досягає 7 000 м) утворюють велике водосховище Гурі (Embalse de Guri) протяжністю 175 км, шириною 48 км, площею до 4 250 км² і повним об'ємом 138 км³. Уріз вод водосховища знаходиться на висоті 272 м над рівнем моря.
З 2000 року ведеться реконструкція: до 2007 року замінено 5 турбін і основні компоненты другого машинного залу, з 2007 року ведеться заміна чотирьох агрегатів в першому залі. Стіни другого машинного залу прикрасив венесуельський художник Карлос Круз-Дієз.

## Економічне значення
Гурі покриває на 65 % потреби Венесуели в електроенергії. Разом з іншими крупними гідроелектростанціями (Каруачи і Макагуа) дозволяє країні виробляти до 82 % електроенергії і половини всієї споживаної енергії в поновлюваному вигляді (при відносно низької енергозабезпеченості господарства країни). Частина електроенергії експортується до сусідньої Колумбії і Бразилії.

## Генерація збоїв і відключень

### 2010
Завдяки урядовій політиці, яка діяла з 1960-х щодо мінімізації виробництва електроенергії з викопного палива, щоб експортувати якомога більше нафти, 74% електроенергії Венесуели виробляється з відновлюваних джерел енергії, наприклад гідроелектроенергії:33. Станом на   2006 одна гребля Гурі постачала більше третини електроенергії Венесуели:33 
Частина електроенергії, виробленої в Гурі, експортується до Колумбії та Бразилії. Ризики цієї стратегії стали очевидними в 2010, коли через тривалу посуху рівень води був занадто низьким, щоб виробляти достатньо електроенергії для задоволення попиту. У січні 2010 року уряд Венесуели запровадив віялові відключення електроенергії для боротьби з низьким рівнем води за греблею через посуху.

### 2016
У квітні 2016 рівень води знову знизився, і уряд оголосив про відключення електроенергії на 4 години на день протягом 40 днів або до стабілізації рівня води. Державним службовцям наказали не приходити на роботу по п'ятницях, президент Мадуро закликав жінок не користуватися фенами, а електроенергія, що постачалася в п'ятнадцять торгових центрів, була нормована. У 2016 до Великодня було додано три дні, що дозволило на один тиждень припинити роботу державних служб і приватних підприємств.

### 2019
7 березня 2019, незадовго до 17:00 за місцевим часом, гідроелектростанція імені Симона Болівара вийшла з ладу, залишивши більшість із 32 мільйонів жителів Венесуели в темряві. Протягом кількох днів після початку відключення було зроблено щонайменше чотири спроби перезапустити ключову підстанцію San Gerónimo B, яка розподіляє 80% електроенергії в країні, але всі не вдалися, і дата відновлення роботи станції не була призначена. Урядові чиновники стверджують, що відключення електроенергії було «актом саботажу», тоді як експерти пояснюють несправність застарілою інфраструктурою та недостатнім обслуговуванням.